# José López Varela
José López Varela fou un advocat i polític gallec nascut a Lugo. Membre del Partit Republicà Radical, treballà com a mestre nacional i com a inspector d'ensenyament, i fou diputat per la província de Pontevedra a les eleccions generals espanyoles de 1931 i 1933.